# 香港奇案實錄
《香港奇案實錄》是亞洲電視製作的奇案式劇集，《危險人物》的延續。
此劇為陳展鵬、吳岱融及吳瑞庭首部合作的電視劇。 

## 演員表

### 第01至04集：雨夜狂屠
改编自雨夜屠夫
- 吳岱融 飾 林志材
- 張文慈 飾 關嘉慧
- 陳啟泰 飾 馬浩然
- 李思蓓 飾 廖雪蓉 / 廖雪珊
- 梁敏儀 飾 盧秀荷
- 宗　楊 飾 王啟超
- 文詩琪 飾 梁雅思
- 黃璦瑤 飾 鄧麗嫦
- 馮梓瑩 飾 陳妙芝
- 江　圖 飾 林國威
- 李潤祺 飾 基　仔
- 梁皓楷 飾 石子謙
- 陳迪華 飾 李美玲
- 吳瑞庭 飾 林志偉

### 第05至09集：重裝悍匪 Firearms Attack
改编自忠信錶行械劫案
- 海俊傑 飾 陶　森（绰号壁虎森）
- 林　偉 飾 丁　反
- 八兩金 飾 陳宗巨/阿巨
- 甄思羽 飾 蔣　權
- 珈　潁 飾 呂家琪
- 姜皓文 飾 萬　能
- 陳保元 飾 陸志平
- 詹秉熙 飾 謝建基
- 白　標 飾 何浩達
- 楊維理 飾 士啤呔
- 李可瑩 飾 介　辣
- 區騰駿 飾 阿　彬（绰号牛屎彬）
- 劉文俊 飾 喪　明
- 關偉倫 飾 李Sir
- 李榮龍 飾 蛋　治
- 劉可欣 飾 甜　筒
- 莊欣玲 飾 高　敏

### 第10至12集：屋村狂父斬頭 The Daughter Murderer
改编自順利邨斬首案
- 高　雄 飾 陳　強
- 吳亭欣 飾 陳美娟
- 潘沖鉦 飾 陳志達
- 譚少英 飾 李月好
- 饒珮君 飾 呂麗儀
- 錢嘉成 飾 阿　成

### 第13至15集：老千計死人財
改编自（待查證，內容為內地假的死亡證，騙取香港的保險金計劃）
- 楊天經 飾 常立志
- 袁文傑 飾 李仲德
- 張啟樂 飾 鄧大膽
- 李綺雯 飾 阿　玲
- 舒　燕 飾 高　潔
- 卓慧敏 飾 Gigi
- 黃文慧 飾 Miss毛
- 廖文蔚 飾 肥仔聰

### 第16至18集：WTO危城六日 The WTO Incident
改编自2005年香港反對世貿遊行衝突及其示威活動
- 陳展鵬 飾 金展宇
- 張豪龍 飾 阿　豪
- 郭家頤 飾 家　儀
- 譚凱琪 飾 洪仁永
- 趙　涌 飾 朴正權
- 杜挺豪 飾 邵　涌
- 謝雪心 飾 忠邦母
- 樓南光 飾 忠邦父
- 劉錫賢 飾 周大碩
- 伍偉樂 飾 林忠邦
- 何超華 飾 熾　青

### 第19至21集：五尸离奇命案
改编自德福花園五屍命案
- 曾耀明 飾 蔣永泰
- 林韋辰 飾 張Sir
- 江美儀 飾 呂穎荷
- 寶珮如 飾 李錦裳
- 王　薇 飾 歐曉華
- 秦啟維 飾 沈仕文
- 何彥樺 飾 朱　女
- 馮　國 飾 周玄安
- 蔡國威 飾 奀　仔
- 黃樹棠 飾 神　佬
- 黃美棋 飾 謝樂茵
- 劉靖琳 飾 謝樂芝
- 麥偉添 飾 羅　雄
- 文　成 飾 雄手下
- 司徒文正 飾 雄手下

### 第22至25集：魔鬼天使 The Devilish Angel
改编自大興邨魔鬼與天使鐵箱藏鹽醃屍案
- 郭家頤 飾 李詠詩
- 張智堯（配音：陳廷軒）飾 王海峰
- 伍偉樂 飾 張浩文
- 翟威廉 飾 伍展華
- 阮一軒 飾 林永成
- 阮令濤 飾 李世強
- 鮑起靜 飾 何淑芳
- 珈　潁 飾 黄小唐
- 楊維理 飾 Tony
- 傅綽瑤 飾 恩　恩

### 第26至30集：死亡日記
改编自藍田童黨虐殺少女案
由於系列播出時該真實案件仍在審理，故臨時抽起不播，直至2007年7月16日至17日才作播出。
- 鄭恕峰 飾 芝父
- 鮑起靜 飾 芝母
- 黃子雄 飾 李Sir
- 吳廷燁 飾 芝兄
- 董南菲 飾 蔣柏芝
- 陳樂文 飾 阿強
- 吳永金 飾 廖志佳
- 葉婷芝 飾 B女
- 杜秋霞 飾 Kelly

## 收視
以下為該劇於亞洲電視首播之收視紀錄（24/04/2006－26/05/2006）星期一至五：
| 週次 | 日期                  | 平均收視 |
| ---- | --------------------- | -------- |
| 1    | 2006年4月24日-4月28日 | 5點      |
| 2    | 2006年5月1日-5月5日   | 3點      |
| 3    | 2006年5月8日-5月12日  | 4點      |
| 4    | 2006年5月15日-5月19日 | 3點      |
| 5    | 2006年5月22日-5月26日 | 4點      |
| 6    | 2007年7月16日-7月17日 | 3點      |